# Gnosjö distrikt
Gnosjö distrikt är ett distrikt i Gnosjö kommun och Jönköpings län. Distriktet ligger omkring Gnosjö i västra Småland.

## Tidigare administrativ tillhörighet
Distriktet inrättades 2016 och utgörs av socknen Gnosjö i Gnosjö kommun.
Området motsvarar den omfattning Gnosjö församling hade vid årsskiftet 1999/2000.

## Tätorter och småorter
I Gnosjö distrikt finns en tätort och en småort.

### Tätorter
- Gnosjö

### Småorter
- Marås och Käringagärde